# Lloyd Riggins
Lloyd Riggins (* 9. Oktober 1969 in New York City) ist ein US-amerikanischer Tänzer. Seit 1995 ist er Erster Solist beim Hamburg Ballett. Ab 2006 war er dort zugleich als  Ballettmeister tätig. Seit 2015 ist er stellvertretender Ballettdirektor der Hamburger Ballettkompanie und übernahm nach dem Rücktritt von Demis Volpi im Juni 2025 interimsmäßig die Leitung.

## Zur Person
Lloyd Riggins wurde als Sohn von Barbara Riggins, Gründerin Southern Ballet Theatre (heute Orlando Ballet), Ballettpädagogin und Choreografin, und Norman Riggins, Opern- und Theatersänger, 1969 in New York City geboren. Sein Bruder Christopher Fleming war Tänzer des New York City Ballet und ist jetzt Direktor und Chefchoreograf des Ballet Fleming in Philadelphia, USA. Seine Schwester Edyie Fleming arbeitet als Musical-Darstellerin am Broadway. Lloyd Riggins lebt zusammen mit seiner Frau Niurka Moredo, Ballettmeisterin beim Hamburg Ballett, und seinen beiden Kindern in Hamburg.

## Werdegang
Riggins begann seine Ausbildung 1985 an der Schule des Southern Ballet Theatre in Orlando (Florida). Im Jahr 1987 erhielt er ein Engagement am Königlich Dänischen Ballett. Dort wurde er zum Ersten Solisten ernannt und war damit der jüngste Erste Solist in der Geschichte der Kopenhagener Ballettkompanie.
Im Jahr 1995 wechselte Riggins als Erster Solist zum Hamburg Ballett. Er war von 2006 bis 2009 auch Ballettmeisterassistent und seit 2009 Ballettmeister. Seit 2015 arbeitet Riggins als Stellvertretender Ballettdirektor an der Seite von John Neumeier, dessen Vertrag als Ballettintendant bis 2023 läuft. Zu seinen wichtigsten Lehrern zählen Barbara Riggins, Henning Kronstam und Kevin Haigen.

## Repertoire

### In Kopenhagen
- Lenski in Onegin (John Cranko)
- Der Joker in Jeu de Cartes (John Cranko)
- James in La Sylphide (August Bournonville)
- Gennaro in Napoli (August Bournonville)
- Albrecht in Giselle (Jean Coralli und Jules Perrot/Henning Kronstam)
- Basil in Don Quixote
- Prinz in Dornröschen (Helgi Tomasson)
- Prinz in Der Nussknacker (Flemming Flindt)
- Romeo und Benvolio in Romeo und Julia (John Neumeier)
- Puck und Demetrius in Ein Sommernachtstraum (John Neumeier)
- König Christian VII in Caroline Mathilde (Flemming Flindt)
- Apollo in Apollo (George Balanchine)
- Der Dichter in La Sonnambula (George Balanchine)

und Soli in
- Kirmes in Brügge (August Bournonville)
- Konservatorium (August Bournonville)
- Eine Volkssage (August Bournonville)
- Fünfte Sinfonie von Gustav Mahler (John Neumeier)
- Theme and Variations (George Balanchine)
- Tchaikowsky Pas de deux (George Balanchine)

### In Hamburg
- Romeo, Mercutio, Valentino und Graf Capulet in Romeo und Julia
- Armand, Gaston und Monsieur Duval in Die Kameliendame
- Odysseus in Odyssee
- Prinz Désiré in Dornröschen
- Günther und Drosselmeier in Der Nussknacker
- Aminta in Sylvia
- Petruschka in Petruschka
- Der König in Illusionen – wie Schwanensee
- Orsino und Sebastian in VIVALDI oder Was ihr wollt
- Puck, Theseus/Oberon, Demetrius und Zettel/Pyramus in Ein Sommernachtstraum
- Der Prinz und Cinderellas Vater in A Cinderella Story
- Serge Diaghilev in Nijinsky
- Herzog Albert in Giselle
- König Artus in Artus-Sage
- Zweifel-Aspekt in Peer Gynt
- Touchstone in Wie es Euch gefällt
- W. A. Mozart in „Fenster zu Mozart“
- Der Einsiedler in Parzival – Episoden und Echo
- Der Dichter in Die kleine Meerjungfrau
- Harold Mitchell (Mitch) in Endstation Sehnsucht
- Ein Mann in Seasons – The Colors of Time
- Witwe Simone in La Fille mal gardée (Frederick Ashton)
- Ein Dandy in A la Françaix (George Balanchine)
- Ein weiser Mann in Le Sacre du Printemps (Millicent Hoson, inspiriert von Vaslaw Nijinsky)

und Soli in
- Now and Then
- Matthäus-Passion
- Des Knaben Wunderhorn
- Fünfte Sinfonie von Gustav Mahler
- Nachtskizzen aus „Bartók-Bilder“
- Dritte Sinfonie von Gustav Mahler
- Bach-Suite 3
- Requiem
- Theme and Variations (George Balanchine)
- Sie war schwarz (Mats Ek)
- Remanso (Nacho Duato)
- Vergessenes Land (Jirí Kylián)
- Wege (Yukichi Hattori)
- Jewels – Smaragde (George Balanchine)

Im Jahr 1999 spielte Riggins eine Hauptrolle in Donya Feuers Film „The working of Utopia“. Auf der 2002 veröffentlichten DVD „Illusionen – wie Schwanensee“ ist er als Prinz Leopold zu sehen. Für John Neumeiers Produktion „Tod in Venedig“ erhielt er für die Darstellung des Gustav von Aschenbach den Prix Benois de la Danse („Ballett-Oscar“). Weiterhin erhielt er im gleichen Jahr den „Danza & Danza Preis“ für seine Rollen in „Bernstein Dances“ und „Nijinsky“.

## Gastauftritte
Gastauftritte führten Riggins nach Tokio, Moskau, Toronto, Kopenhagen, Florida, Washington, Paris, München und New York zum American Ballet Theatre.
Als Gastballettmeister studierte er ein: Sylvia von John Neumeier beim „Het Nationale Ballet“ in Amsterdam, Odyssee beim „Königlich Dänischen Ballett“ in Kopenhagen, Die kleine Meerjungfrau beim San Francisco Ballet und beim „National Ballet of China“.
Riggins studierte weiterhin Bournonvilles Napoli – Pas de six für das Bundesjugendballett und Kirmes in Brügge beim „Royal Danish Ballet“ für das Bournonville Festival 2005 ein.

## Kreationen
- Sebastian in „Vivaldi oder Was ihr wollt“
- Hamlet in Hamlet (1997, Neufassung)
- Pas de deux Scheherazade II (Osterkonzert 1998, München)
- Petruschka in Nijinsky
- Pjotr Nikolajewitsch Sorin in Die Möwe
- Lloyd in Préludes CV
- Gustav von Aschenbach in Tod in Venedig
- Ein Mann in Weihnachtsoratorium
- Ficsur in Liliom (für Dario Franconi)
- Gustav Mahler in Purgatorio
- König Florestan in Dornröschen (Mats Ek)

und Soli in
- hello
- Bernstein Dances
- Winterwege aus „Bartók-Bilder“
- Messias
- Stimme der Nacht
- Winterreise
- Nocturnes und Nachtwanderung aus „Lieder der Nacht“
- Purgatorio
- Moments Movements Mendelssohn (Kevin Haigen)
- Beautiful Freak (Marco Goecke)
- Renku (Yuka Oishi/Orkan Dann)

## Auszeichnungen
- „Benois de la Danse“ 2004
- „Danza & Danza Preis“ 2004 für seine tänzerische Interpretation seiner Rollen in „Bernstein Dances“ und „Nijinsky“.[2]